# Dawid Musulbies
Dawid Władimirowicz Musulbies, ros. Давид Владимирович Мусульбес, słow. David Musuľbes (ur. 28 maja 1972 we Władykaukazie) – osetyjski zapaśnik stylu wolnego, reprezentant Rosji i Słowacji. Złoty i srebrny medalista olimpijski, dwukrotny mistrz świata, sześciokrotny mistrz Europy i pięciokrotny mistrz Rosji. Trener reprezentacji Rosji w zapasach w stylu wolnym.

## Sportowa kariera
Do rosyjskiej kadry narodowej został włączony w 1993 roku. W ciągu następnych 11 lat był jednym z najlepszych zawodników świata w najcięższych kategoriach wagowych (100 i 120/130 kg). Był m.in. złotym medalistą igrzysk olimpijskich w Sydney (2000), dwukrotnym złotym (2001, 2002) i dwukrotny brązowym (1994, 1997) medalistą mistrzostw świata, a także pięciokrotnym mistrzem (1995, 1997, 2001, 2002, 2003), wicemistrzem (2000) i dwukrotny brązowym medalistą (1996, 1998) mistrzostw Europy. Pierwszy w Pucharze Świata w 1995; drugi w 1997. Trzecie miejsce na igrzyskach wojskowych w 1995.
Wojskowy mistrz świata w 1997.
Zakończył zawodniczą karierę w 2004 roku po tym, jak nie został włączony do kadry na igrzyska w Atenach (zamiast niego pojechał Kurmagomied Kurmagomiedow). Od 2005 roku pracował jako jeden z głównych trenerów zapaśniczej reprezentacji Rosji.
W 2007 roku, w związku ze zbliżającymi się igrzyskami olimpijskimi w Pekinie, przyjął propozycję Słowackiego Komitetu Olimpijskiego, aby reprezentować ten kraj i wznowił treningi. Mimo protestów Rosyjskiej Federacji Zapaśniczej i Rosyjskiego Komitetu Olimpijskiego, w 2008 roku otrzymał on w przyspieszonym trybie słowackie obywatelstwo. W swoim pierwszym starcie w barwach Słowacji zajął drugie miejsce na mistrzostwach Europy w Tampere, pokonując m.in. reprezentanta Rosji i swojego niedawnego podopiecznego, Bachtijara Achmiedowa. Jak się jednak później okazało Gruzin Dawit Modzmanaszwili, z którym Musulbies przegrał w finale, startował pod wpływem niedozwolonych środków dopingujących. W konsekwencji Musulbiesowi przyznano złoty medal.
Kwalifikację olimpijską Musulbies zdobył wygrywając turniej eliminacyjny w Szwajcarii. Ostatecznie w Pekinie wywalczył brązowy medal w wadze do 120 kg, przegrywając jedynie w półfinale z innym Osetyjczykiem, Arturem Tajmazowem. Tym samym zdobył pierwszy olimpijski medal w historii słowackich zapasów.
Po turnieju olimpijskim zażegnał konflikt z rodzimą federacją i powrócił do pracy trenerskiej. Otrzymał posadę głównego opiekuna reprezentantów Rosji w stylu wolnym w ciężkich kategoriach wagowych.

## Informacje ogólne
Jest Osetyjczykiem. Mieszka w Moskwie. Jest żonaty z Sofją, z którą ma córkę. Ukończył studia na wydziale prawa Państwowego Północnoosetyjskiego Uniwersytetu we Władykaukazie. Został odznaczony m.in. Orderem Honoru (2001), medalem "Ku Chwale Osetii" (1995) oraz tytułem Zasłużonego Mistrza Sportu Federacji Rosyjskiej (1997).